# Tetragnatha unicornis
Tetragnatha unicornis är en spindelart som beskrevs av Albert Tullgren 1910. Tetragnatha unicornis ingår i släktet sträckkäkspindlar, och familjen käkspindlar. Inga underarter finns listade i Catalogue of Life.